# Thai FA Cup 2024-2025
La Thai FA Cup 2024-2025, denominata Chang FA Cup 2024-2025 per ragioni di sponsorizzazione, è stata la 30ª edizione della coppa nazionale thailandese, iniziata l'11 settembre 2024 e terminata il 24 maggio 2025. La squadra vincente ottiene la qualificazione diretta alla AFC Champions League Elite 2025-2026. La squadra campione in carica era il Bangkok Utd.
La competizione è stata vinta dal Buriram Utd, che ha vinto la sua settima coppa nazionale.

## Calendario
| Turno             | Date                               | Incontri | Squadre partecipanti | Squadre entranti |
| ----------------- | ---------------------------------- | -------- | -------------------- | --- |
| Turno preliminare | 11 settembre 2024                  | 12       | 24 → 12              | 1 squadra dalla Thailand Amateur League 1 squadra dalla Thailand Semi-pro League 12 squadre dalla Thai League 3 10 squadre dalla Thai League 2                               |
| Primo turno       | 19-27 novembre 2024                | 32       | 64 → 32              | 7 squadre dalla Thailand Amateur League 5 squadre dalla Thailand Semi-pro League 18 squadre dalla Thai League 3 6 squadre dalla Thai League 2 16 squadre dalla Thai League 1 |
| Secondo turno     | 18 dicembre 2024 - 29 gennaio 2025 | 16       | 32 → 16              | |
| Terzo turno       | 9 aprile 2025                      | 8        | 16 → 8               | |
| Quarti di finale  | 23 aprile - 3 maggio 2025          | 4        | 8 → 4                | |
| Semifinali        | 10 maggio 2025                     | 2        | 4 → 2                | |
| Finale            | 24 maggio 2025                     | 1        | 2 → 1                | |

## Partite

### Turno preliminare
Il sorteggio per il turno preliminare si è tenuto il 22 agosto 2024.
| Squadra 1            | Risultato       | Squadra 2          |
| -------------------- | --------------- | ------------------ |
| 11 settembre 2024    |                 |                    |
| BFB Pattaya City     | 0 - 3           | Raj Pracha         |
| Chanthaburi          | 4 - 0           | UD Vessuwan        |
| PSU Surat Thani City | 0 - 1           | Kanchanaburi Power |
| Saimit Kabin United  | 1 - 1 (3-4 dtr) | Lampang            |
| Surin                | 2 - 0           | Samut Prakan City  |
| Toko Customs United  | 0 - 1           | Banbueng           |
| Kasetsart            | 1 - 1 (6-7 dtr) | Roi Et             |
| Ubon Utd             | 3 - 0           | Uttaradit          |
| Suphanburi           | 1 - 0           | Fleet              |
| Nakhon Si Utd        | 2 - 0           | Chainat            |
| Mahasarakham SBT     | 3 - 1           | Thap Luang United  |
| Muang Loei United    | 1 - 1 (5-3 dtr) | Police Tero        |

### Primo turno
Il sorteggio è stato effettuato il 17 ottobre 2024.
| Squadra 1                  | Risultato         | Squadra 2               |
| -------------------------- | ----------------- | ----------------------- |
| 19 novembre 2024           |                   |                         |
| Roi Et                     | 0 - 4             | Buriram Utd             |
| 20 novembre 2024           |                   |                         |
| APD United                 | 1 - 2             | VRN Muangnont           |
| Romklao United             | 0 - 2             | Muang Loei United       |
| Futera United              | 0 - 2             | Navy                    |
| Surin City                 | 2 - 0             | Ubon Kids City          |
| Muang Klaeng               | 0 - 6             | Huasamrong Gateway      |
| Surin Khong Chee Mool      | 1 - 5             | Chachoengsao            |
| Nara United                | 0 - 1             | Mahasarakham SBT        |
| Banbueng                   | 1 - 2             | Rajpracha               |
| ACDC                       | 0 - 2             | Nakhon Pathom Utd       |
| Dome                       | 0 - 2             | Nakhon Ratchasima       |
| Vongchavalitkul University | 0 - 3             | Suphanburi              |
| Kamphaeng Phet             | 2 - 2 (13-12 dtr) | Ayutthaya Utd           |
| Lamphun Warrior            | 3 - 1             | Prime Bangkok           |
| Samut Sakhon               | 2 - 0             | Ubon Utd                |
| Udon Thani                 | 1 - 3 (dts)       | Lopburi                 |
| Lampang                    | 2 - 1             | Warin Chamrap           |
| Phrae Utd                  | 2 - 1             | Phitsanulok             |
| Chanthaburi                | 4 - 0             | Maraleina               |
| Khon Kaen                  | 8 - 0             | Thonburi Forest         |
| Padriew City               | 0 - 5             | Kasem Bundit University |
| Ratchaburi                 | 5 - 0             | Bankhai United          |
| Bangkok Utd                | 3 - 1             | Pattaya Utd             |
| Nakhon Si Utd              | 4 - 2 (dts)       | Muang Trang United      |
| Bangkok                    | 7 - 0             | Phachi City             |
| Nongbua Pitchaya           | 4 - 3 (dts)       | Khon Kaen Utd           |
| Chonburi                   | 2 - 1             | PT Prachuap             |
| Chiangrai Utd              | 5 - 0             | Phetchabun              |
| Rayong                     | 3 - 2             | Kanchanaburi Power      |
| Port                       | 1 - 2             | BG Pathum Utd           |
| Muangthong Utd             | 3 - 0             | Sisaket Utd             |
| Uthai Thani                | 0 - 1 (dts)       | Sukhothai               |

### Secondo turno
| Squadra 1               | Risultato       | Squadra 2         |
| ----------------------- | --------------- | ----------------- |
| 18 dicembre 2024        |                 |                   |
| Mahasarakham SBT        | 0 - 5           | Buriram Utd       |
| 29 gennaio 2025         |                 |                   |
| Kamphaeng Phet          | 0 - 2           | Samut Sakhon      |
| Kasem Bundit University | 0 - 0 (5-6 dtr) | Chanthaburi       |
| Raj Pracha              | 1 - 0 (dts)     | Muangnont         |
| Phrae Utd               | 1 - 0           | Rayong            |
| Lopburi                 | 0 - 3           | BG Pathum Utd     |
| Nakhon Si Utd           | 2 - 2 (5-4 dtr) | Lampang           |
| Sukhothai               | 4 - 0           | Muang Loei United |
| Huasamrong              | 0 - 1 (dts)     | Surin City        |
| Bangkok                 | 2 - 3           | Suphanburi        |
| Khon Kaen               | 3 - 1           | Cha Choeng Sao    |
| Bangkok Utd             | 3 - 0           | Nongbua Pitchaya  |
| Nakhon Ratchasima       | 2 - 1           | Chonburi          |
| Ratchaburi              | 3 - 0           | Navy              |
| Nakhon Pathom Utd       | 0 - 4           | Muangthong Utd    |
| Chiangrai Utd           | 2 - 0           | Lamphun Warrior   |

### Terzo turno
Al terzo turno prendono parte le 16 vincenti del secondo turno: 8 squadre provenienti dalla Thai League 1, 4 dalla Thai League 2 e altre 4 dalla Thai League 3. Il sorteggio si è tenuto il 4 febbraio 2025.
| Squadra 1     | Risultato   | Squadra 2         |
| ------------- | ----------- | ----------------- |
| 9 aprile 2025 |             |                   |
| Samut Sakhon  | 1 - 4       | Nakhon Ratchasima |
| Khon Kaen     | 0 - 1       | Sukhothai         |
| Suphanburi    | 1 - 7       | Ratchaburi        |
| Bangkok Utd   | 1 - 2 (dts) | Muangthong Utd    |
| Surin City    | 1 - 4       | BG Pathum Utd     |
| Phrae Utd     | 2 - 1       | Nakhon Si Utd     |
| Chanthaburi   | 2 - 1       | Rajpracha         |
| Buriram Utd   | 2 - 1 (dts) | Chiangrai Utd     |

### Quarti di finale
Ai quarti di finale prendono parte 6 squadre provenienti dalla Thai League 1 e 2 dalla Thai League 2.
| Squadra 1         | Risultato | Squadra 2      |
| ----------------- | --------- | -------------- |
| 23 aprile 2025    |           |                |
| Ratchaburi        | 7 - 1     | Phrae Utd      |
| Sukhothai         | 2 - 5     | Muangthong Utd |
| Nakhon Ratchasima | 1 - 3     | BG Pathum Utd  |
| 3 maggio 2025     |           |                |
| Chanthaburi       | 0 - 1     | Buriram Utd    |

### Semifinali
| Squadra 1      | Risultato | Squadra 2     |
| -------------- | --------- | ------------- |
| 10 maggio 2025 |           |               |
| Muangthong Utd | 3 - 2     | Ratchaburi    |
| Buriram Utd    | 3 - 0     | BG Pathum Utd |

### Finale
| Arbitro: | Wang Di |

|                            |           |                                    |
| Arjvirai 45+2’ (rig.), 72’ | Marcatori | 27’ (rig.), 51’ Bissoli 35’ Čaušić |